# John Cadwalader (général)
Pour les articles homonymes, voir Cadwalader.
John Cadwalader (10 janvier 1742 - 10 février 1786) était un commandant des troupes de Pennsylvanie pendant la guerre d'Indépendance américaine et a servi sous les ordres de George Washington. Il était avec Washington à Valley Forge.

## Jeunesse
John Cadwalader est né à Trenton, dans le New Jersey, de parents quaker, fils aîné de Thomas Cadwalader (1707-1779) et de son épouse Hannah Lambert,. En 1750, la famille Cadwalader déménage à Philadelphie où John et Lambert Cadwalader, son frère, sont marchands.
En 1768, il est élu à l'American Philosophical Society.

## Carrière

Armoiries de John Cadwalader

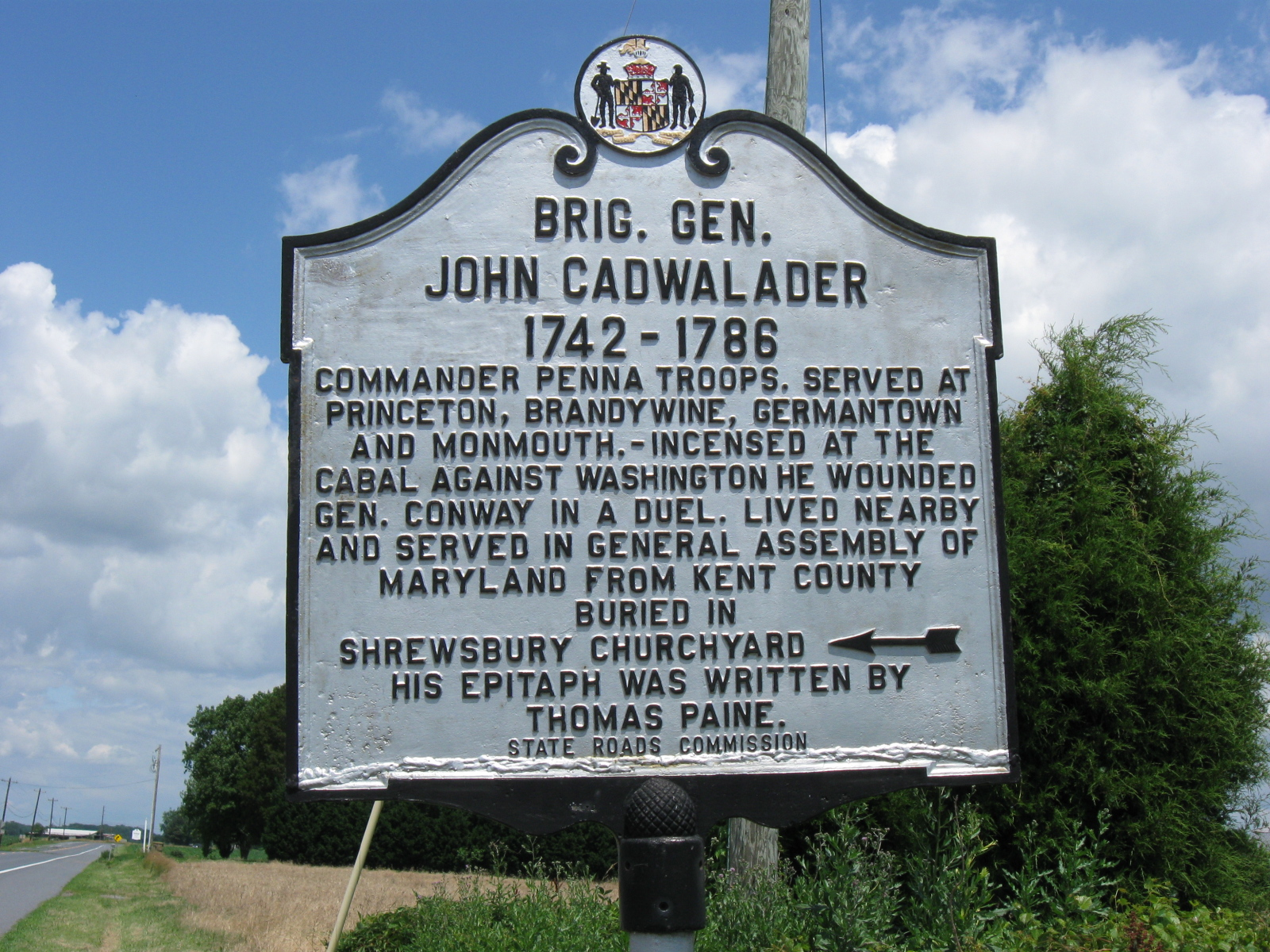
Plaque commémorant le général John Cadwalader

En 1776, le colonel John Cadwalader est élu officier supérieur des Philadelphia Associators, une milice de volontaires fondée par Benjamin Franklin en 1747. En décembre, Cadwalader et les Associators sont positionnés à environ 16 km au sud de Trenton, sur la rive ouest du fleuve Delaware, dans le comté de Bucks, en Pennsylvanie, au niveau du bac entre Bristol, en Pennsylvanie, et Burlington, dans le New Jersey. Cadwalader a reçu l'ordre d'envoyer sa colonne traverser le fleuve dans la nuit du 25 au 26 décembre et de marcher vers Trenton depuis le sud. Pendant ce temps, la colonne de George Washington devait traverser la rivière au nord de Trenton et attaquer la ville depuis cette direction. Après avoir réussi à faire traverser ses forces légères, Cadwalader découvrit que la glace de la rivière empêchait le passage de son artillerie. Il ramène alors sa colonne du côté de la Pennsylvanie, laissant les forces de Washington sans soutien dans le New Jersey. Heureusement pour Washington, une colonne hessoise, ayant quitté sa garnison de Bordentown  pour Mount Holly où elle était engagée dans la bataille d'Iron Works Hill, n'était plus en mesure de défendre Trenton. Washington réussit son attaque surprise le matin du 26 décembre contre la garnison hessoise de Trenton.
Cadwalader et sa colonne traversent la rivière le lendemain, puis participe aux actions ultérieures dans le New Jersey, qui contraignent le commandant britannique, le général William Howe, et son principal subordonné, Lord Cornwallis, à céder la colo|nie aux Américains.
Après la cabale de Conway, il se bat en duel avec Thomas Conway en 1778 et blesse son adversaire d'un coup de feu dans la bouche. Il est supposé que Cadawalader, partisan de Washington pendant toute la durée de la cabale, s'est vanté : " J'ai arrêté le mensonge de ce maudit coquin de toute façon ", alors qu'il se tenait au-dessus de Conway qui saignait.

### L'après-guerre

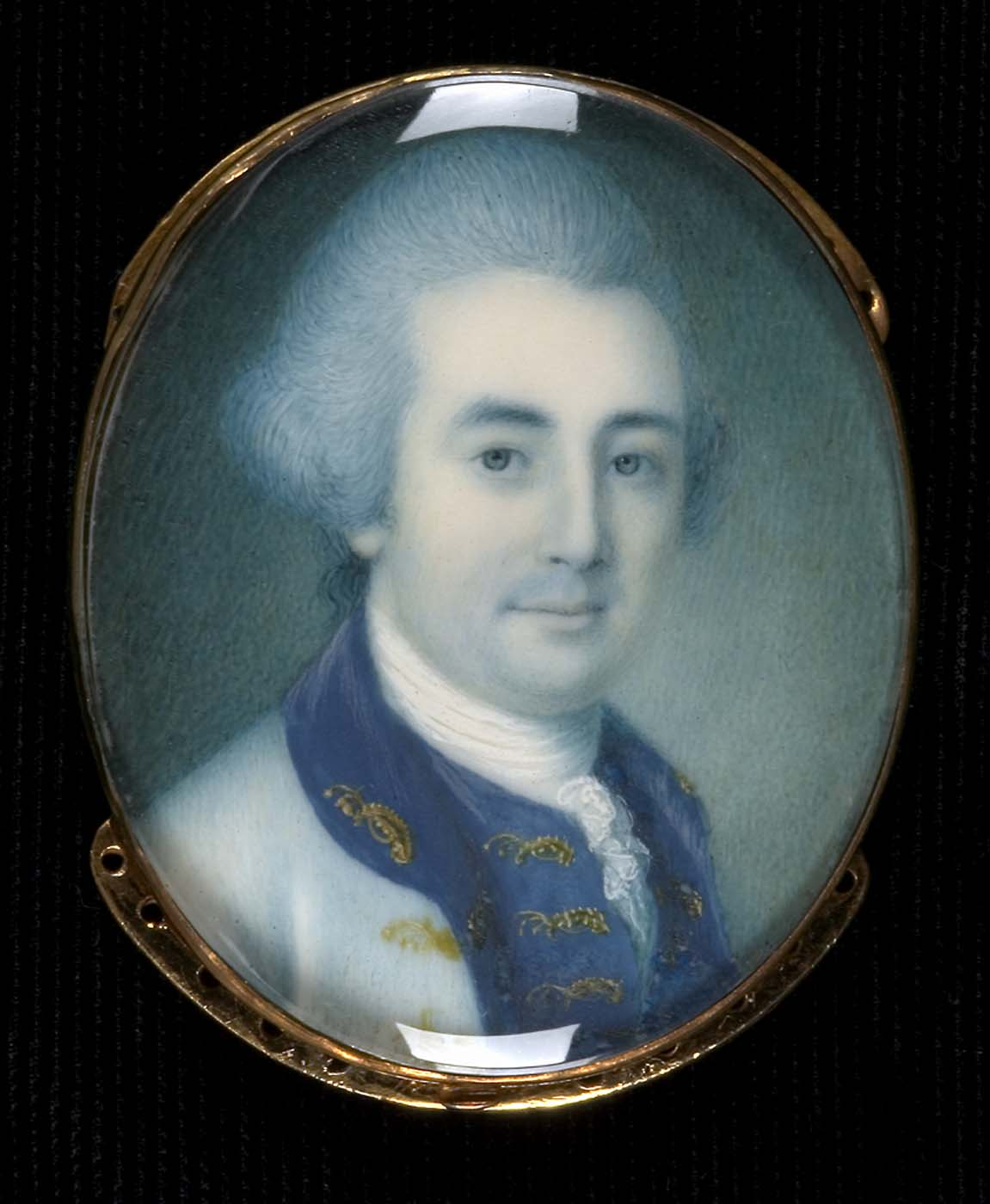
Aquarelle de Charles Willson Peale, vers 1788

En 1779, Cadwalader devient administrateur de l'université de Pennsylvanie et retourne dans son domaine situé sur les rives de la rivière Sassafras à Shrewsbury, dans le comté de Kent, dans le Maryland. Il devient membre de l'Assemblée de l'État du Maryland.

## Vie privée

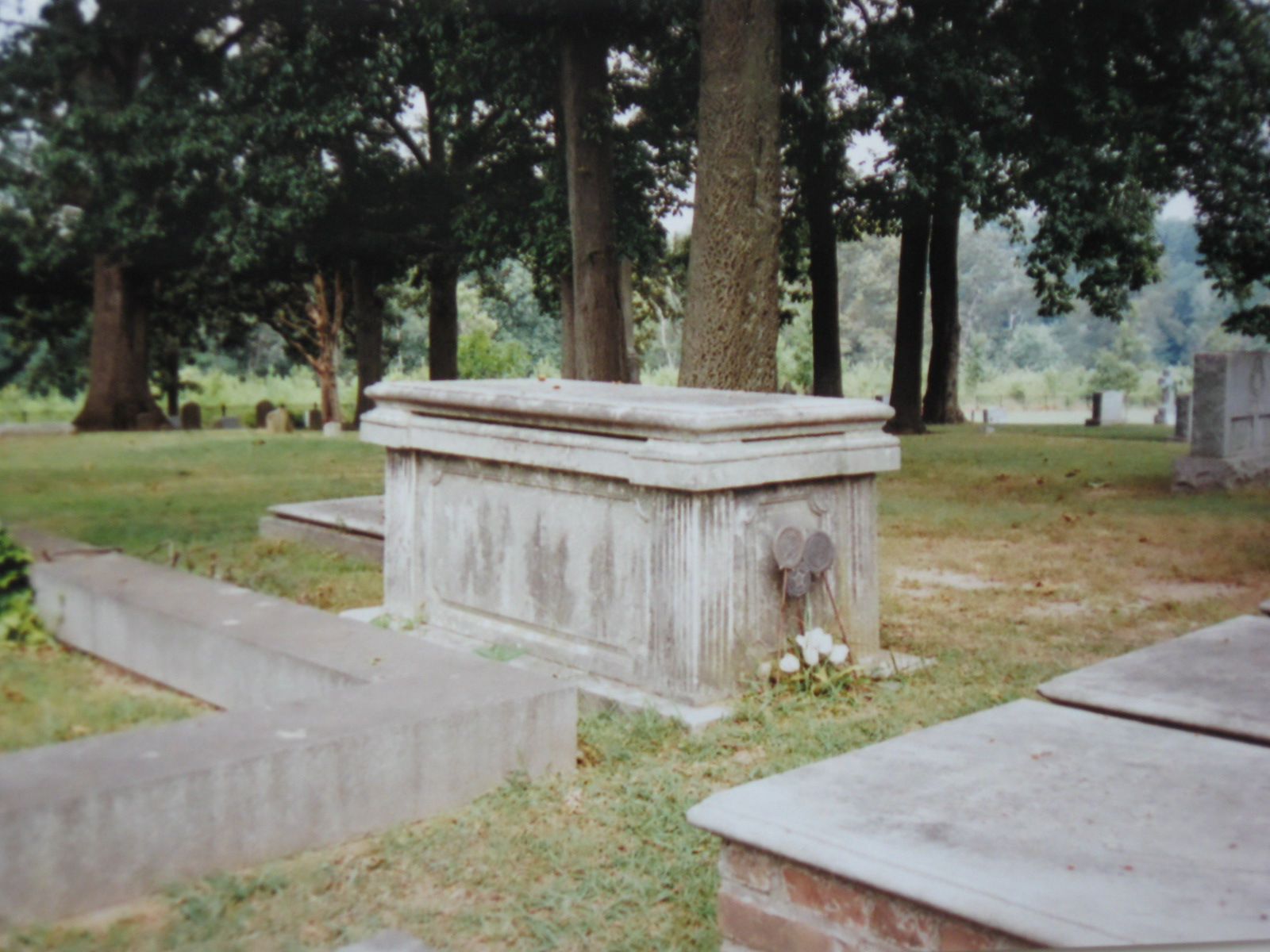
La tombe du général John Cadwalader à la chapelle de Shrewsbury

Le 25 septembre 1768, John Cadwalader épouse Elizabeth Lloyd (1742-1776), fille d'Edward Lloyd, du comté de Talbot (Maryland), dont le frère, Edward Lloyd IV, est délégué au Congrès continental pour le Maryland. Parmi leurs enfants, on compte :
- Anne Cadwalader (née en 1771)
- Elizabeth Cadwalader (née en 1774)
- Maria Cadwalader (1776-1811), qui épousa Samuel Ringgold, qui devint membre du Congrès représentant le Maryland. Deux de leurs fils, Samuel Ringgold et Cadwalader Ringgold, font une brillante carrière militaire.

Après la mort de sa première femme, Cadwalader épouse Williamina Bond (1753-1837) en 1779. Elle est la fille du docteur Phineas Bond, de Philadelphie, et la nièce de Thomas Bond. Ensemble, ils sont les parents de :
- Thomas Cadwalader (1779-1841), qui devint général de la milice de Pennsylvanie.
- Frances Cadwalader (1781-1843), qui épousa l'honorable David Erskine en 1799. Il a été ambassadeur britannique aux États-Unis de 1807 à 1809 avant de devenir le deuxième baron Erskine en 1823.
- John Cadwalader (né en 1784)

Cadwalader meurt le 10 février 1786 d'une pneumonie, et est enterré à la chapelle de Shrewsbury, dans le comté de Kent, dans le Maryland. Thomas Paine rédige son épitaphe :
Son patriotisme précoce et inflexible fera aimer sa mémoire à tous les vrais amis de la Révolution américaine. On peut dire de lui, avec la plus grande justice, qu'il possédait un cœur incapable de tromper. Ses manières étaient formées sur le plus beau sens de l'honneur et toute la teneur de sa vie a été gouvernée par ce principe. Les compagnons de sa jeunesse étaient les compagnons de son âge mûr. Il n'a jamais perdu un ami par manque de sincérité ni ne s'en est fait un par tromperie. Ses vertus domestiques étaient vraiment exemplaires et, tout en servant à attacher les souvenirs, elles ont aigri la perte de lui pour tous ses nombreux amis et relations.

### Descendance
Par sa fille Frances, il est le grand-père de Thomas Americus Erskine, 3e baron Erskine (1802-1877), de John Cadwalader Erskine, 4e baron Erskine (1804-1882), d'Edward Morris Erskine (1817-1883) et de James Stuart Erskine (1821-1904), qui a été créé Graf Erskine par le roi Louis II de Bavière.

### Esclavage
Les documents de la famille Cadwalader conservés à la Historical Society of Pennsylvania détaillent et contextualisent la détention d'esclaves par Cadwalader. Un inventaire personnel de la succession énumère chaque esclave de Cadwalader par son nom et son âge, soit au total 107 femmes, enfants et hommes.

### Héritage
John et Elizabeth Cadwalader construisirent une maison de ville sur la 2e rue entre Spruce et Union (aujourd'hui Delancey) à Philadelphie en 1770, et ils commandèrent des suites de meubles à des ébénistes tels que Thomas Affleck et Benjamin Randolph. Les pièces qui ont survécu comptent parmi les meubles Chippendale de Philadelphie les plus beaux et les mieux documentés jamais fabriqués Colonial Grandeur in Philadelphia : The House and Furniture of General John Cadwalader (The Historical Society of Pennsylvania, 1964). Des exemples se trouvent au Metropolitan Museum of Art, au Philadelphia Museum of Art, au Winterthur Museum et dans d'autres collections. Un fauteuil "Cadwalader easy" (à oreilles) avec des pieds en pattes de velours par Affleck a été vendu chez Sotheby's de New York pour 2,75 millions de dollars le 31 janvier 1987, établissant un record mondial pour le prix le plus élevé jamais payé pour un meuble lors d'une vente aux enchères.

## Source
- (en) Cet article est partiellement ou en totalité issu de l’article de Wikipédia en anglais intitulé « John Cadwalader (general) » (voir la liste des auteurs).